# Metastrangalis ochraceoventra
Metastrangalis ochraceoventra är en skalbaggsart som först beskrevs av J. Linsley Gressitt 1935.  Metastrangalis ochraceoventra ingår i släktet Metastrangalis och familjen långhorningar.
Artens utbredningsområde är Taiwan. Inga underarter finns listade i Catalogue of Life.